# خيطبية شائعة
خيطبية شائعة (الاسم العلمي: Hyphomicrobium vulgare) هي نوع من البكتيريا يتبع جنس الخيطبية من فصيلة الخيطبيات.